# 3978 Klepešta
3978 Klepešta è un asteroide della fascia principale. Scoperto nel 2001, presenta un'orbita caratterizzata da un semiasse maggiore pari a 2,881782 UA e da un'eccentricità di 0,002651, inclinata di 12,171505° rispetto all'eclittica. Ha un diametro di 29,223 km, un periodo di rotazione di 15,3654 ore e un'albedo di 0,054.
Fa parte della famiglia di asteroidi San Marcello.
L'asteroide è dedicato all'astronomo ceco Josef Klepešta.